# Springtime Depression
Springtime Depression è il secondo album in studio della band piacentina Forgotten Tomb, uscito il 1º giugno 2003, con l'etichetta discografica Adipocere Records.

## Tracce
1. Todestrieb – 8:50
2. Scars – 7:12
3. Daylight Obsession – 7:22
4. Springtime Depression – 4:50
5. Colourless Despondency – 7:02
6. Subway Apathy – 11:30